# 광주 요금소
광주 요금소(光州料金所, Gwangju TG)는 전라남도 장성군 남면 호남고속도로 90에 위치한 호남고속도로 본선 상의 요금소이다. 북광산 나들목에서 논산 방향으로 약 2.5km 떨어진 지점에 있다. 요금소 명칭과는 달리 광주광역시가 아닌 전라남도 장성군에 위치해 있다.
1978년 6월 1일 호남고속도로의 전주 ~ 마산 구간이 유료화가 되면서 설치된 요금소이며, 1986년 9월 호남고속도로의 대전 ~ 광주 구간이 모두 왕복 4차선으로 확장되면서 요금소가 개방식에서 폐쇄식으로 변경되었다. 2020년 1월 23일 요금소 내에 다차로 하이패스 시스템이 도입되었으며, 2020년 5월 8일 요금소 건물이 리모델링되면서 요금소에 무등산의 모습을 한 미디어아트 조형물 무등의 빛이 설치되었다.

## 연혁
- 1978년 6월 1일 : 호남고속도로 유료화에 따른 요금소 설치[1]
- 1986년 7월 10일 : 요금소 개축을 위해 전라남도 장성군 남면 분향리 300m 구간 도로구역 변경[2]
- 1986년 9월 12일 : 호남고속도로 대전 ~ 광주 구간 4차선 확장에 따라 요금소를 개방식에서 폐쇄식으로 변경[3]
- 1995년 5월 18일 : 1995년 12월까지 요금소 확장 공사로 인해 전라남도 장성군 남면 분향리 600m 구간 도로구역 변경[4]
- 2020년 1월 23일 : 다차로 하이패스 시스템 도입[5]
- 2020년 5월 8일 : 요금소에 미디어아트 조형물 무등의 빛 설치[6]

## 교통량 정보
| 요금소        | 통행량 (대/일) | 통행량 (대/일) | 통행량 (대/일) | 통행량 (대/일) | 통행량 (대/일) | 통행량 (대/일) | 통행량 (대/일) | 통행량 (대/일) | 통행량 (대/일) | 통행량 (대/일) | 각주  |
| 요금소        | 2001년         | 2002년         | 2003년         | 2004년         | 2005년         | 2006년         | 2007년         | 2008년         | 2009년         | 2010년         | 각주  |
| ------------- | -------------- | -------------- | -------------- | -------------- | -------------- | -------------- | -------------- | -------------- | -------------- | -------------- | ----- |
| 광주 (폐쇄식) | 19,811         | 19,159         | 18,994         | 18,994         | 19,225         | 20,239         | 19,465         | 18,858         | 18,120         | 19,118         | [ 7 ] |
| 요금소        | 2011년         | 2012년         | 2013년         | 2014년         | 2015년         | 2016년         | 2017년         | 2018년         | 2019년         |                | [ 7 ] |
| 광주 (폐쇄식) | 19,564         | 19,114         | 19,316         | 20,072         | 20,811         | 21,093         | 21,590         | 21,810         | 22,651         |                | [ 7 ] |

## 논산 방향(상행선)
- 하이패스 전용 진입차로 : 1,2차로

- 일반 진출차로 : 3,4,5차로

## 순천 방향(하행선)
- 하이패스 전용 진출차로 : 1,2차로
- 일반 진출차로 : 3,4,5,6,7,8,9차로

## 특징
- 1978년부터 영업을 시작해서 40년이 넘는 시간동안 이어져온 유서깊은 요금소이다.또한 광주톨게이트는 지붕을 떠받치는 기둥이 양끝이 아닌 중앙만 받치고 있는 구조로 요즘은 거의 찾아볼수 없는 희귀한 구조이다. 하지만 2020년 무등의 빛이 설치되면서 늘어난 무게를 감당하기 위해 보조기둥 8개를 양 끝에 설치하였다.
- 동광주 요금소보다 규모가 더 작다.특히 천안방면이 협소하다.하이패스 차로 2개를 만들어 일반차로가 2개밖에 남지 않는데,화물차 전용하이패스 차로 개설로 일반차로가 더 줄어들어 일반 차로가 1개 밖에 안 남는 상황을 고려하여 다차로 하이패스 시행 이전에는 가운데 2개 차로는 하이패스,일반 혼용 차로로 설정하였다.
- 순천완주고속도로, 고창담양고속도로 개통 전 당시에는 순천,여수 등 전남동부 노선들이 이 요금소를 경유했다.
- 이 요금소는 광주의 관문이자 광주의 첫 인상이다.

## 추후 계획
- 스마트톨링 계획에 따라 2025년까지 요금소 건물 철거 예정이다.